# Blagovéshchensk
Blagovéshchensk ([bləgɐˈvʲeɕːɪnsk]ⓘ en ruso: Благовещенск, en chino: 海兰泡) es la capital del óblast de Amur de la Federación Rusa. Situada en la orilla izquierda del río Amur, en la frontera con China, enfrente de la ciudad china de Heihe. Es el único centro administrativo de un sujeto federal de Rusia situado en la frontera.

## Historia

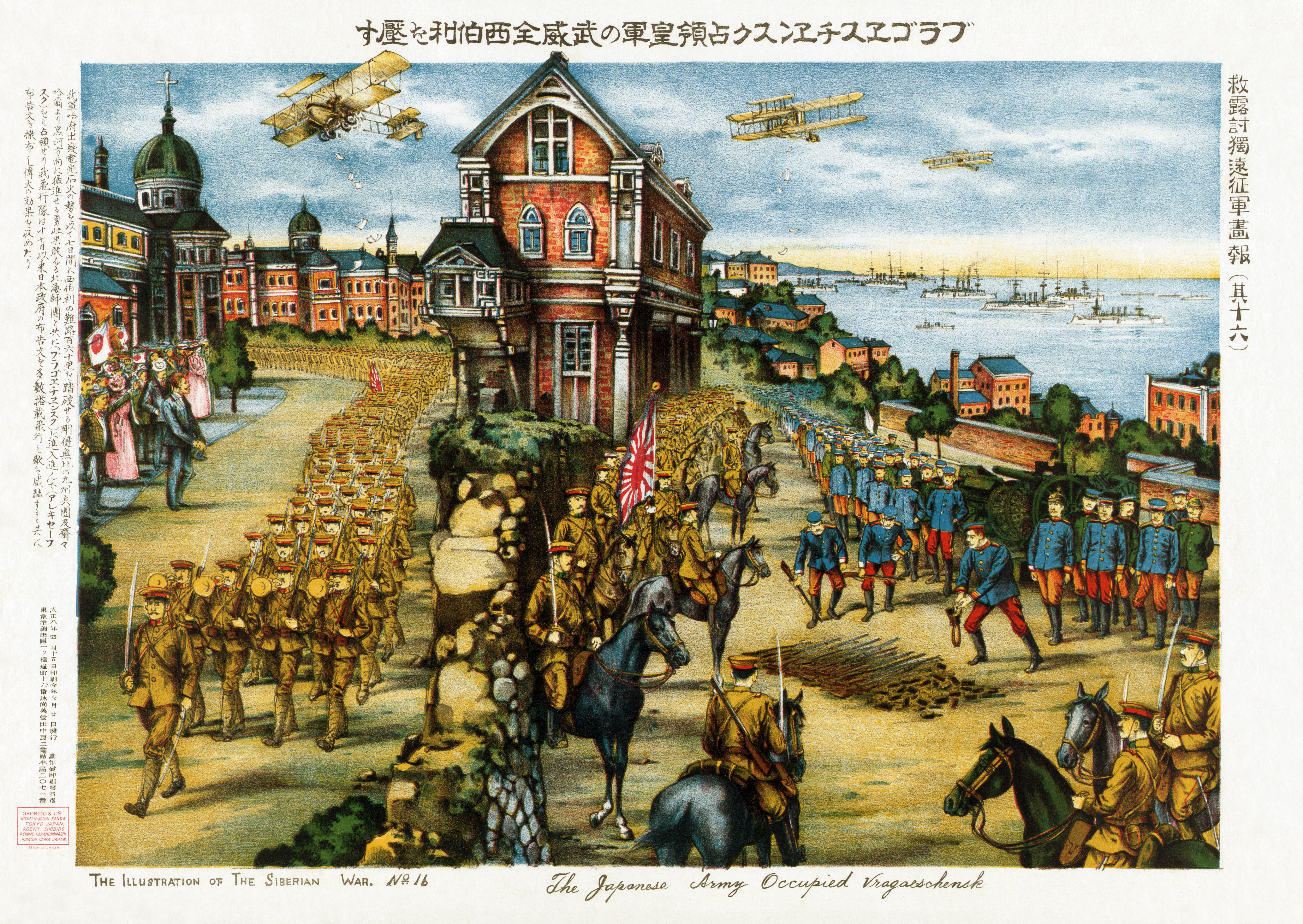
Propaganda japonesa: ocupación de Blagovéshchensk

Blagovéshchensk fue fundado en 1856 como el puesto militar de Ust´-Zeisk. En 1858, fue renombrado, obteniendo su nombre actual, obtuvo el estatus de ciudad y se convirtió en el centro administrativo del óblast de Amur. El 5 (17 de julio) de 1858, Alejandro II de Rusia emitió un ukaz sobre la fundación de la ciudad. La ciudad fue nombrada en honor a la Anunciación (Благовещение).
A finales del siglo XIX, Blagovéshchensk se convirtió en un importante puerto y centro industrial. En 1913, la ciudad fue conectada a la red ferroviaria del Transiberiano. En 1919, durante la intervención en la guerra civil rusa, fue ocupada por el ejército japonés. Entre 1920 y 1922, el óblast de Amur estaba dentro de la República del Lejano Oriente, y posteriormente fue rebautizada, convirtiéndose en la guberniya de Amur.
Después de varias transformaciones administrativo-territoriales, que duraron un cuarto de siglo siguiente, Blagovéshchensk de nuevo se convirtió en el centro administrativo del óblast de Amur, en 1948.
Hasta finales de los años 1980, el acceso a la ciudad para habitantes de otras regiones de la Unión Soviética y extranjeros era limitado. Gracias a esto el nivel de crímenes era muy bajo, pero por otra parte el crecimiento económico era muy lento.
En octubre de 2022, estaciones de tren, oficinas de alistamiento militar, varios centros comerciales y edificios universitarios de la ciudad fueron objeto de amenazas de bomba.

## Cultura
En la ciudad hay dos templos ortodoxos, teatros, dos parques, cuatro cines, un museo y un centro cultural. Hay dos universidades, la Universidad Estatal Pedagógica de Blagovéshchensk y la Universidad Estatal de Amur. Desde 2003, anualmente se organiza el foro cinematográfico "Otoño de Amur".

## Transporte
El transporte público está representado por autobuses, trolebuses, marshrutkas y taxis. Además, barcos cruzan el Amur, en invierno, autobuses y, entre estaciones, aerodeslizadores.

## Galería

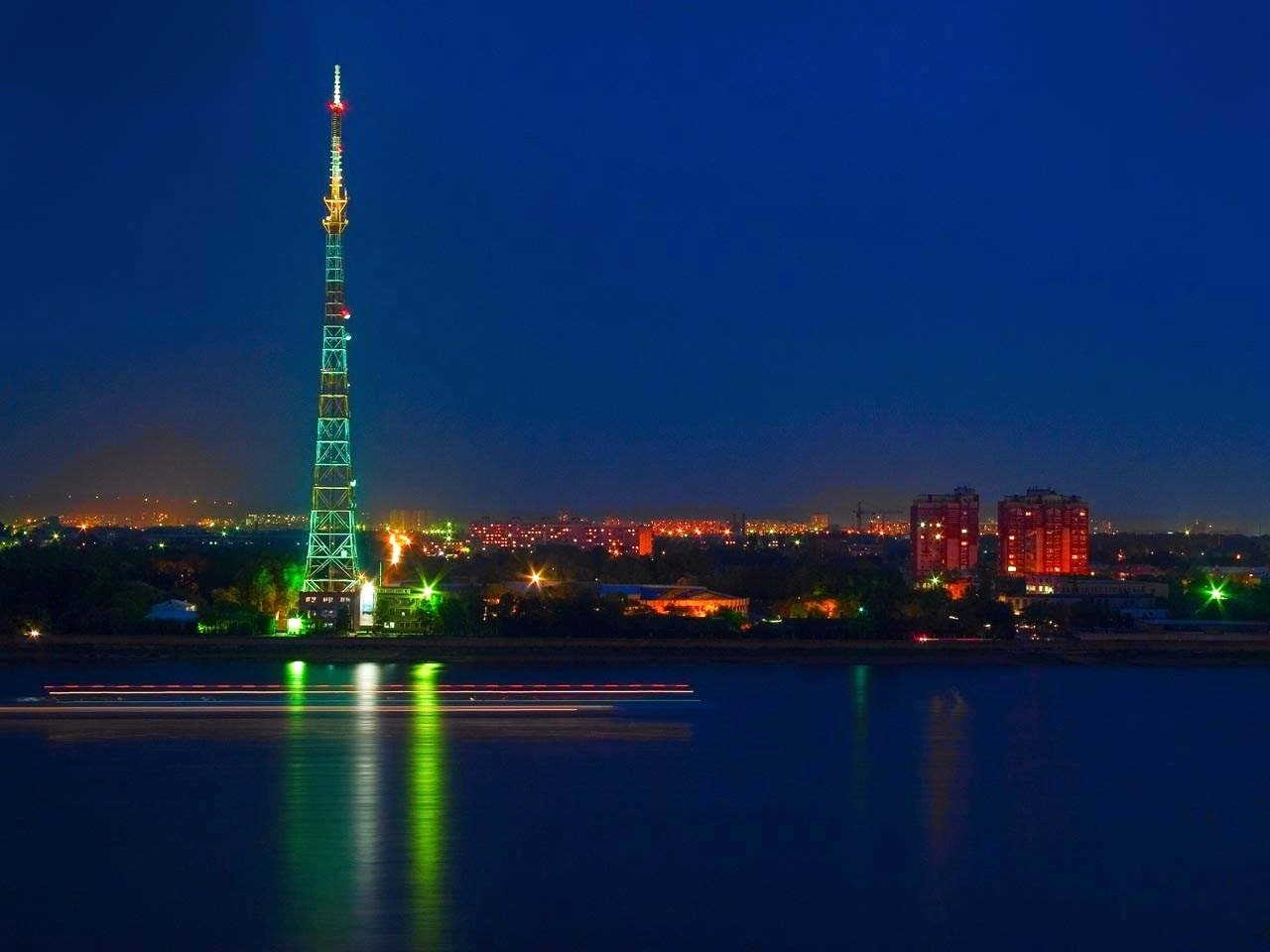
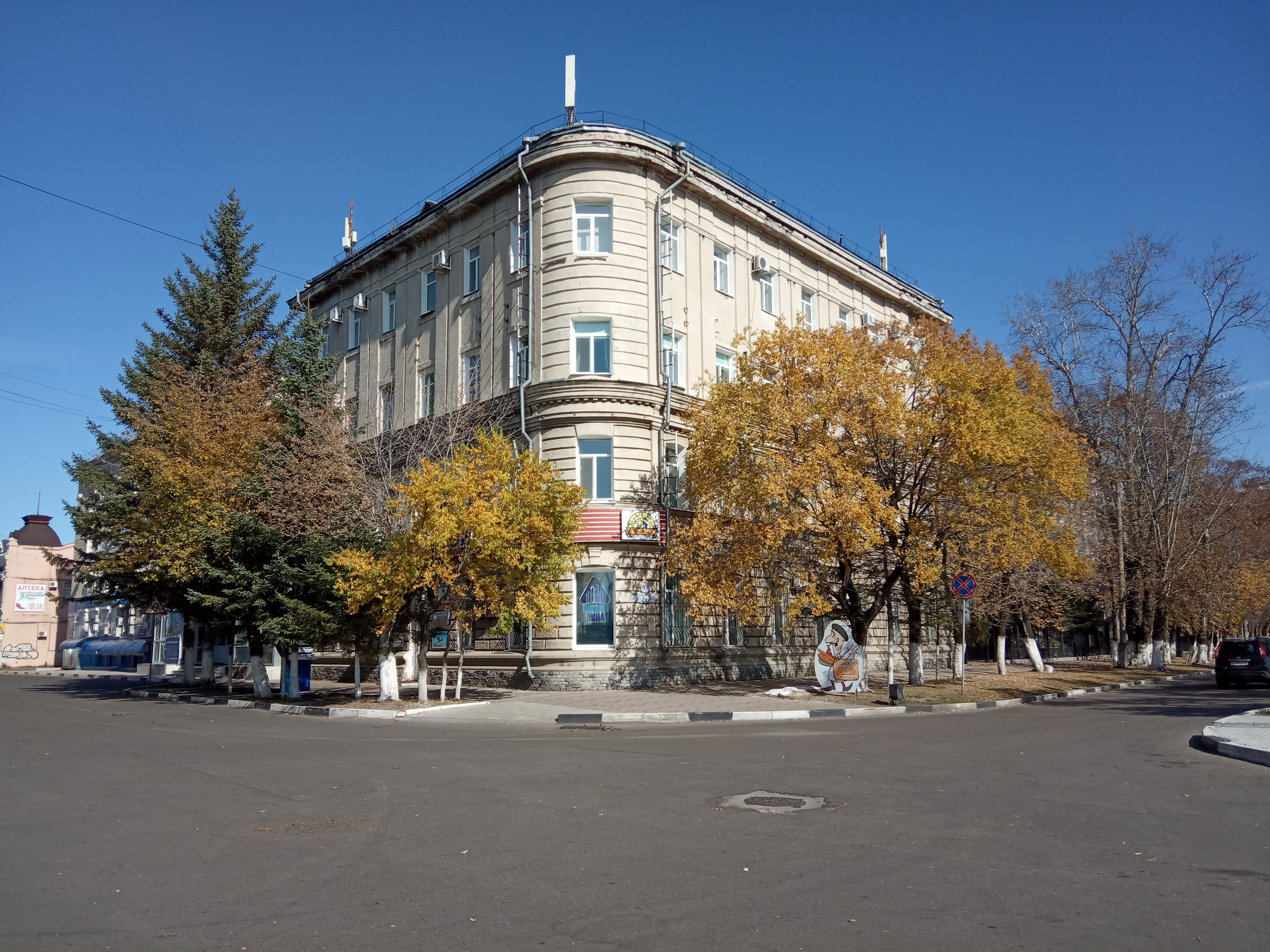
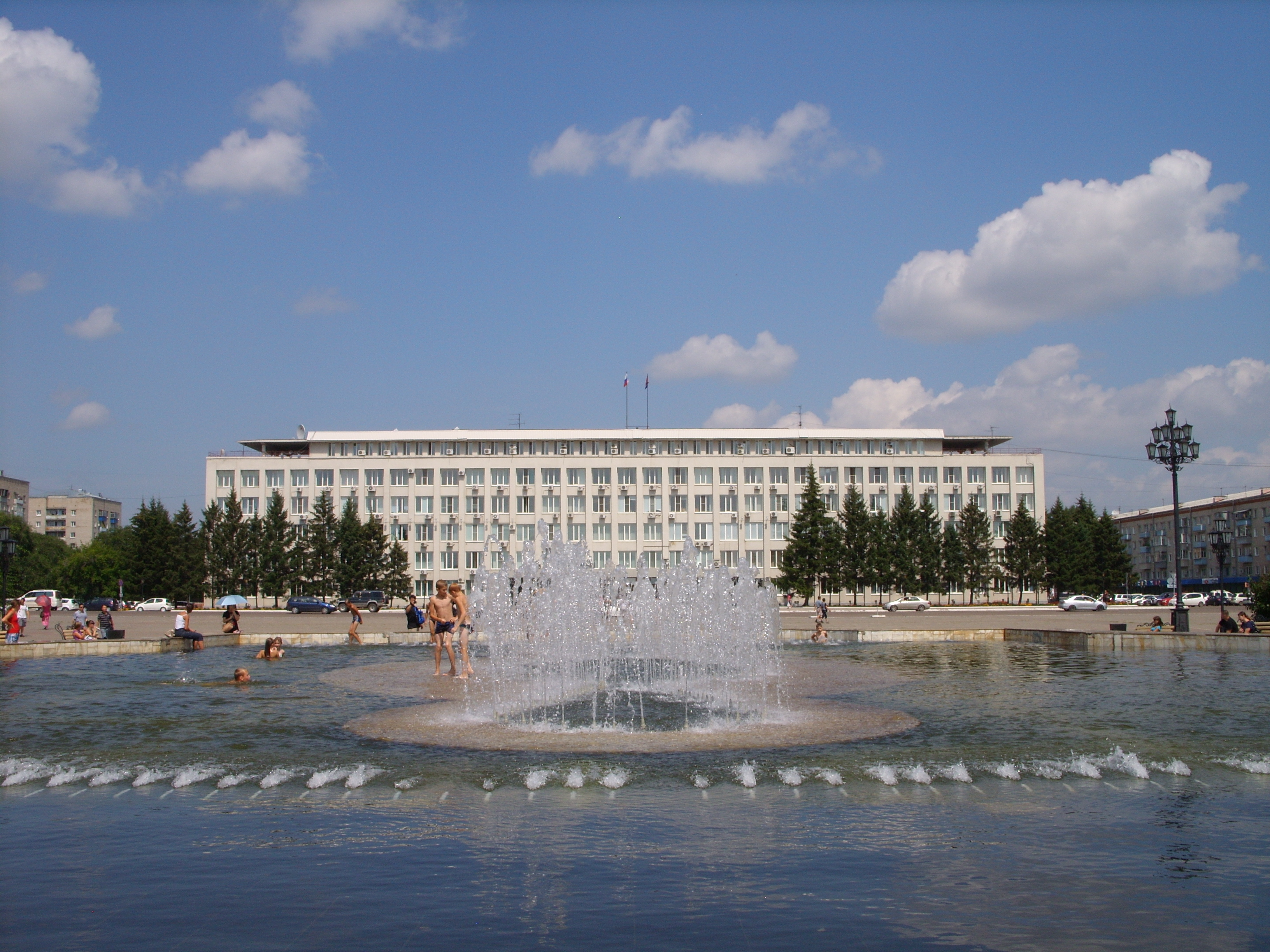
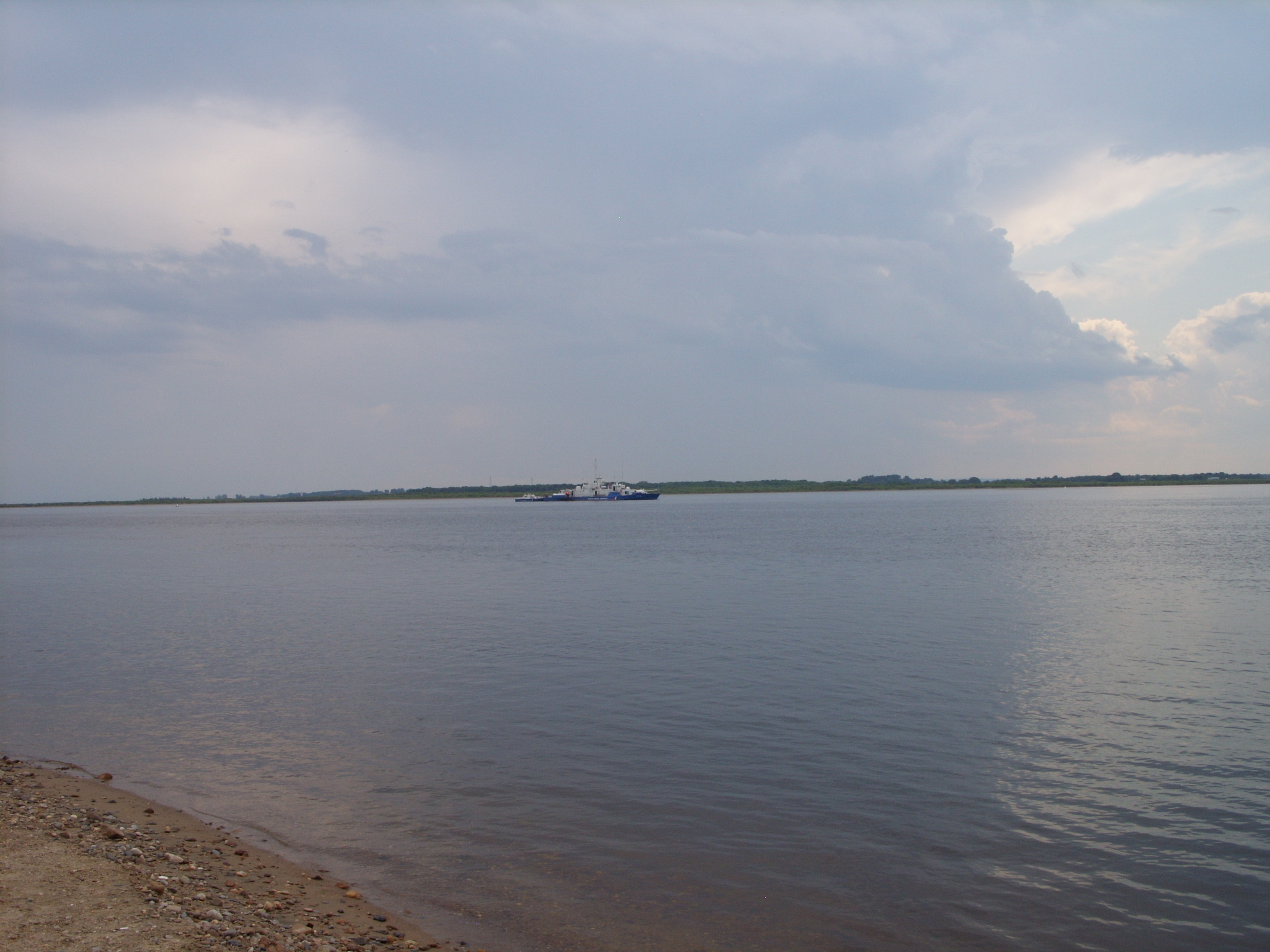
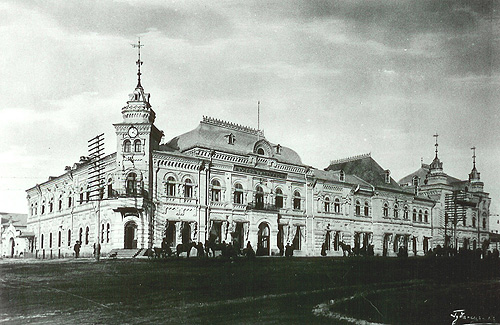
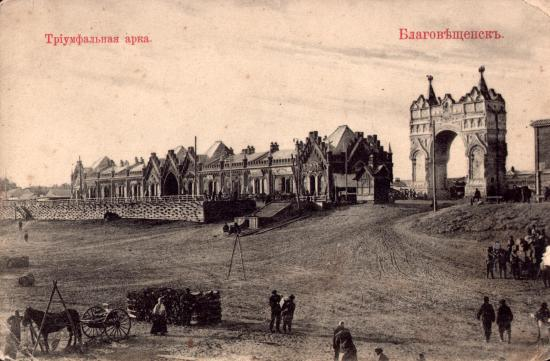

## Demografía
| Gráfica de evolución de Blagovéshchensk entre 1860 y 2020 |
|                                                           |

## Clima
| Parámetros climáticos promedio de Blagovéshchensk (1991-2020) | Parámetros climáticos promedio de Blagovéshchensk (1991-2020) | Parámetros climáticos promedio de Blagovéshchensk (1991-2020) | Parámetros climáticos promedio de Blagovéshchensk (1991-2020) | Parámetros climáticos promedio de Blagovéshchensk (1991-2020) | Parámetros climáticos promedio de Blagovéshchensk (1991-2020) | Parámetros climáticos promedio de Blagovéshchensk (1991-2020) | Parámetros climáticos promedio de Blagovéshchensk (1991-2020) | Parámetros climáticos promedio de Blagovéshchensk (1991-2020) | Parámetros climáticos promedio de Blagovéshchensk (1991-2020) | Parámetros climáticos promedio de Blagovéshchensk (1991-2020) | Parámetros climáticos promedio de Blagovéshchensk (1991-2020) | Parámetros climáticos promedio de Blagovéshchensk (1991-2020) | Parámetros climáticos promedio de Blagovéshchensk (1991-2020) |
| Mes                                                           | Ene.                                                          | Feb.                                                          | Mar.                                                          | Abr.                                                          | May.                                                          | Jun.                                                          | Jul.                                                          | Ago.                                                          | Sep.                                                          | Oct.                                                          | Nov.                                                          | Dic.                                                          | Anual                                                         |
| ------------------------------------------------------------- | ------------------------------------------------------------- | ------------------------------------------------------------- | ------------------------------------------------------------- | ------------------------------------------------------------- | ------------------------------------------------------------- | ------------------------------------------------------------- | ------------------------------------------------------------- | ------------------------------------------------------------- | ------------------------------------------------------------- | ------------------------------------------------------------- | ------------------------------------------------------------- | ------------------------------------------------------------- | ------------------------------------------------------------- |
| Temp. máx. abs. (°C)                                          | 0.2                                                           | 7.0                                                           | 20.3                                                          | 31.4                                                          | 34.7                                                          | 39.4                                                          | 37.7                                                          | 36.9                                                          | 33.5                                                          | 28.0                                                          | 13.4                                                          | 3.6                                                           | 39.4                                                          |
| Temp. máx. media (°C)                                         | -15.1                                                         | -9.4                                                          | -0.2                                                          | 11.2                                                          | 19.9                                                          | 25.5                                                          | 27.7                                                          | 25.4                                                          | 19.4                                                          | 9.3                                                           | -4.6                                                          | -14.7                                                         | 7.9                                                           |
| Temp. media (°C)                                              | -21.0                                                         | -16.1                                                         | -6.4                                                          | 4.9                                                           | 13.2                                                          | 19.4                                                          | 22.2                                                          | 19.9                                                          | 13.0                                                          | 3.5                                                           | -9.8                                                          | -19.8                                                         | 1.9                                                           |
| Temp. mín. media (°C)                                         | -25.6                                                         | -21.8                                                         | -12.2                                                         | -1.1                                                          | 6.9                                                           | 13.8                                                          | 17.5                                                          | 15.4                                                          | 7.9                                                           | -1.1                                                          | -13.9                                                         | -23.9                                                         | -3.2                                                          |
| Temp. mín. abs. (°C)                                          | -44.5                                                         | -45.4                                                         | -35.7                                                         | -17.7                                                         | -7.5                                                          | 0.1                                                           | 8.2                                                           | 4.4                                                           | -4.3                                                          | -24.8                                                         | -32.9                                                         | -41.2                                                         | -45.4                                                         |
| Precipitación total (mm)                                      | 7                                                             | 7                                                             | 10                                                            | 25                                                            | 55                                                            | 91                                                            | 141                                                           | 112                                                           | 68                                                            | 30                                                            | 13                                                            | 11                                                            | 570                                                           |
| Nevadas (cm)                                                  | 12                                                            | 10                                                            | 3                                                             | 0                                                             | 0                                                             | 0                                                             | 0                                                             | 0                                                             | 0                                                             | 1                                                             | 4                                                             | 8                                                             | 38                                                            |
| Días de lluvias (≥ 1 mm)                                      | 0                                                             | 0                                                             | 0.4                                                           | 9                                                             | 15                                                            | 17                                                            | 18                                                            | 17                                                            | 16                                                            | 8                                                             | 0.4                                                           | 0                                                             | 100.8                                                         |
| Días de nevadas (≥ 1 mm)                                      | 12                                                            | 7                                                             | 8                                                             | 6                                                             | 1                                                             | 0                                                             | 0                                                             | 0                                                             | 0.2                                                           | 5                                                             | 12                                                            | 14                                                            | 65.2                                                          |
| Horas de sol                                                  | 138                                                           | 194                                                           | 227                                                           | 222                                                           | 252                                                           | 255                                                           | 226                                                           | 227                                                           | 168                                                           | 190                                                           | 157                                                           | 123                                                           | 2379                                                          |
| Humedad relativa (%)                                          | 73                                                            | 68                                                            | 62                                                            | 55                                                            | 55                                                            | 70                                                            | 78                                                            | 80                                                            | 72                                                            | 62                                                            | 67                                                            | 74                                                            | 68                                                            |
| Fuente n.º 1: Погода и климат                                 |                                                               |                                                               |                                                               |                                                               |                                                               |                                                               |                                                               |                                                               |                                                               |                                                               |                                                               |                                                               |                                                               |
| Fuente n.º 2: NOAA (Horas de sol, 1961-1990)                  |                                                               |                                                               |                                                               |                                                               |                                                               |                                                               |                                                               |                                                               |                                                               |                                                               |                                                               |                                                               |                                                               |